# Марк Атилий Регул Кален
Вижте пояснителната страница за други личности с името Марк Атилий Регул.
Марк Атилий Регул Кален (на латински: Marcus Atilius Regulus Calenus) e политик на Римската република през 4 век пр.н.е.
Той е първият от своята плебейската фамилия Атилии Регул, който става консул. През 335 пр.н.е. той е консул с Марк Валерий Корв.
Те се бият против авзоните и сидицините. Те завладяват град Калес и той получава името Кален.
Неговият син Марк Атилий Регул става през 294 пр.н.е. консул.